# Liste des sites classés et inscrits de l'Ardèche

Le département de l'Ardèche en rouge sur la carte

Cet article présente les sites classés et inscrits du département de l'Ardèche, en France.

## Listes

### Sites classés
En 2024, l'Ardèche compte 28 sites classés,,. Certains de ces sites sont concernés par plusieurs protections successives, étendant les zones classées : château de Crussol (trois arrêtés de classement), pont d'Arc (un arrêté et deux décrets), aven d'Orgnac (deux arrêtés et un décret), mont Gerbier-de-Jonc (un arrêté et un décret), coulées basaltiques de Thueyts (trois arrêtés et un décret). Dans la liste suivante, ils sont regroupés sous la même entrée.
| Site                                                     | Communes                                                | Date                                                         | Superficie (ha) | Critères et notes | Coordonnées                 | Photo |
| -------------------------------------------------------- | ------------------------------------------------------- | ------------------------------------------------------------ | --------------- | --- | --------------------------- | ----- |
| Site du château de Banne                                 | Banne                                                   | 27 octobre 1941                                              | 8,91            | Tout critère | 44° 22′ 07″ N, 4° 09′ 24″ E |       |
| Massif du Mézenc                                         | Le Béage, Borée, La Rochette, Saint-Martial             | 27 août 1997                                                 | 4 328,67        | Pittoresque La protection s'étend également sur les communes de Chaudeyrolles, Les Estables et Saint-Front en Haute-Loire.                                                                    | 44° 54′ 03″ N, 4° 11′ 33″ E |       |
| Grotte de Saint-Marcel                                   | Bidon                                                   | 26 juin 1934                                                 | 0,01            | Tout critère | 44° 19′ 37″ N, 4° 32′ 30″ E |       |
| Fontaines de Tourne                                      | Bourg-Saint-Andéol                                      | 16 mai 1934                                                  | 0,42            | Tout critère Le site concerne deux affluents mineurs de la Tourne, le Grand Goul (ou goul du Pont) et le Petit Goul (ou goul de la Tannerie), exsurgences qui alimentent le lavoir de Tourne. | 44° 22′ 12″ N, 4° 38′ 29″ E |       |
| Ormeau de Chalencon                                      | Chalencon                                               | 10 novembre 1936                                             | 0,01            | Tout critère Ormeau de Sully, planté sur la place du Valla ; l'arbre a disparu depuis le classement.                                                                                          | 44° 52′ 39″ N, 4° 34′ 26″ E |       |
| Cirque de Gens, méandres de la Ligne et défilés de Ruoms | Chauzon, Labeaume, Ruoms                                | 12 juin 1996                                                 | 353,49          | Pittoresque Défilés de l'Ardèche et de la Ligne. | 44° 28′ 42″ N, 4° 20′ 06″ E |       |
| Ormeau d'Eclassan                                        | Eclassan                                                | 10 novembre 1936                                             | 0,01            | Tout critère L'arbre, mort depuis une décennie, a été abattu en 2001 et remplacé par un nouvel arbre la même année.                                                                           | 45° 09′ 31″ N, 4° 45′ 38″ E |       |
| Tilleul d'Étables                                        | Étables                                                 | 10 novembre 1936                                             | 0,01            | Tout critère Tilleul de Sully, qui aurait été planté au début du XVIIe siècle devant l'église.                                                                                                | 45° 06′ 01″ N, 4° 43′ 27″ E |       |
| Rocher du Fromage                                        | Genestelle, Vallées-d'Antraigues-Asperjoc               | 24 mai 1933                                                  | 0,83            | Tout critère | 44° 42′ 59″ N, 4° 21′ 36″ E |       |
| Ormeau de Gluiras                                        | Gluiras                                                 | 10 novembre 1936                                             | 0,01            | Tout critère L'arbre a disparu ; un tilleul est planté à sa place. | 44° 50′ 50″ N, 4° 31′ 25″ E |       |
| Rocher et ruines du château de Crussol                   | Guilherand-Granges, Saint-Péray                         | 23 septembre 1936 4 août 1939 8 janvier 1958                 | 68,18           | Tout critère Le château est un monument historique inscrit. | 44° 56′ 10″ N, 4° 51′ 03″ E |       |
| Pont d'Arc, grotte Chauvet et leurs abords,              | Labastide-de-Virac, Lagorce, Salavas, Vallon-Pont-d'Arc | 24 janvier 1931 24 février 1982 7 janvier 2013               | 1 346,49        | Tout critère | 44° 23′ 05″ N, 4° 25′ 43″ E |       |
| Lac d'Issarlès                                           | Le Lac-d'Issarlès                                       | 16 janvier 1935                                              | 91,15           | Tout critère Le lac est également protégé par un site inscrit. | 44° 49′ 03″ N, 4° 04′ 15″ E |       |
| Aven d'Orgnac et ses abords                              | Orgnac-l'Aven                                           | 25 février 1946 18 octobre 1974 31 janvier 2008              | 386,49          | Pittoresque, scientifique | 44° 19′ 08″ N, 4° 24′ 44″ E |       |
| Cascade du Ray-Pic                                       | Péreyres                                                | 17 octobre 1931                                              | 0,45            | Tout critère | 44° 47′ 32″ N, 4° 16′ 06″ E |       |
| Roche Péréandre                                          | Roiffieux, Vernosc-lès-Annonay                          | 20 février 1932                                              | 0,01            | Tout critère | 45° 12′ 51″ N, 4° 42′ 02″ E |       |
| Balmes de Montbrun                                       | Saint-Gineys-en-Coiron                                  | 30 décembre 1932                                             | 0,12            | Tout critère | 44° 36′ 55″ N, 4° 32′ 43″ E |       |
| Ruines du château de Rochebonne                          | Saint-Jean-Roure, Saint-Martin-de-Valamas               | 18 décembre 1936                                             | 5,08            | Tout critère | 44° 56′ 47″ N, 4° 24′ 12″ E |       |
| Mont Gerbier-de-Jonc                                     | Saint-Martial, Sainte-Eulalie                           | 27 décembre 1933 6 février 1934                              | 41,95           | Tout critère | 44° 50′ 38″ N, 4° 13′ 02″ E |       |
| Marronnier de Saint-Michel-Chabrillanoux                 | Saint-Michel-de-Chabrillanoux                           | 10 novembre 1936                                             | 0,01            | Tout critère Marronnier planté en 1828 sur la place du village. | 44° 50′ 22″ N, 4° 36′ 09″ E |       |
| Coulées basaltiques et pont du Diable                    | Thueyts                                                 | 17 octobre 1935 17 janvier 1936 25 mars 1936 17 octobre 2007 | 152,85          | Tout critère | 44° 40′ 12″ N, 4° 13′ 12″ E |       |

### Sites inscrits
En 2024, l'Ardèche compte 44 sites inscrits,.
| Site                                                  | Communes                                                                                                   | Date              | Superficie (ha) | Notes                                                    | Coordonnées                 | Photo |
| ----------------------------------------------------- | --- | ----------------- | --------------- | -------------------------------------------------------- | --------------------------- | ----- |
| Coulée basaltique et cascade de l'Espissard           | Aizac, Vallées-d'Antraigues-Asperjoc                                                                       | 20 décembre 1945  | 3,02            |                                                          | 44° 43′ 04″ N, 4° 21′ 09″ E |       |
| Roc de Gourdon                                        | Ajoux, Gourdon, Pourchères                                                                                 | 14 juin 1946      | 48,42           |                                                          | 44° 43′ 52″ N, 4° 28′ 42″ E |       |
| Ancien village maure et ses abords immédiats          | Balazuc | 27 juin 1946      | 52,73           |                                                          | 44° 30′ 35″ N, 4° 22′ 15″ E |       |
| Château et village                                    | Banne | 27 septembre 1941 | 4,73            |                                                          | 44° 22′ 08″ N, 4° 09′ 28″ E |       |
| Village et ses abords                                 | Beauchastel                                                                                                | 2 avril 1976      | 144,82          |                                                          | 44° 49′ 55″ N, 4° 47′ 46″ E |       |
| Bois de Païolive                                      | Berrias-et-Casteljau, Les Vans                                                                             | 11 octobre 1934   | 293,92          |                                                          | 44° 23′ 50″ N, 4° 10′ 49″ E |       |
| Gorges de l'Ardèche                                   | Bidon, Labastide-de-Virac, Saint-Marcel-d'Ardèche, Saint-Martin-d'Ardèche, Saint-Remèze, Vallon-Pont-d'Arc | 15 janvier 1943   | 1 830,57        |                                                          | 44° 20′ 28″ N, 4° 29′ 57″ E |       |
| Grottes de la Jaubernie                               | Coux | 23 mars 1933      | 1,88            |                                                          | 44° 44′ 59″ N, 4° 37′ 43″ E |       |
| Vieux village                                         | Désaignes                                                                                                  | 18 décembre 1972  | 1,48            |                                                          | 44° 59′ 41″ N, 4° 31′ 02″ E |       |
| Château de Craux et ses abords                        | Genestelle                                                                                                 | 10 janvier 1946   | 7,06            | Le château est un monument historique classé.            | 44° 42′ 41″ N, 4° 22′ 25″ E |       |
| Coulée basaltique et cascade du Fauteuil du Diable    | Genestelle, Saint-Andéol-de-Vals                                                                           | 20 décembre 1945  | 4,12            |                                                          | 44° 41′ 53″ N, 4° 22′ 16″ E |       |
| Abords du château de Crussol                          | Guilherand-Granges, Saint-Péray                                                                            | 23 septembre 1936 | 42,1            | Le château est un monument historique inscrit.           | 44° 56′ 18″ N, 4° 50′ 59″ E |       |
| Vieux village et ses abords                           | Labastide-de-Virac                                                                                         | 2 novembre 1978   | 207,24          |                                                          | 44° 21′ 04″ N, 4° 24′ 06″ E |       |
| Lac d'Issarlès                                        | Le Lac-d'Issarlès                                                                                          | 21 septembre 1938 | 159,69          | Le lac est également protégé par un site classé.         | 44° 49′ 11″ N, 4° 04′ 18″ E |       |
| Château de Livier                                     | Lyas | 20 décembre 1945  | 11,37           |                                                          | 44° 45′ 10″ N, 4° 34′ 45″ E |       |
| Village de Thines et ses abords                       | Malarce-sur-la-Thines                                                                                      | 26 juin 1946      | 17,61           |                                                          | 44° 29′ 37″ N, 4° 03′ 05″ E |       |
| Ruines de l'abbaye de Mazan et leurs abords           | Mazan-l'Abbaye                                                                                             | 24 février 1943   | 9,31            | L'abbaye est un monument historique classé.              | 44° 43′ 46″ N, 4° 05′ 13″ E |       |
| Abords du château de Ventadour                        | Meyras, Pont-de-Labeaume                                                                                   | 5 mai 1947        | 20,36           | Le château est un monument historique inscrit.           | 44° 40′ 05″ N, 4° 17′ 10″ E |       |
| Village et corniche basaltique                        | Mirabel | 1er août 1944     | 7,02            |                                                          | 44° 36′ 31″ N, 4° 29′ 56″ E |       |
| Château de Pourcheyrolles                             | Montpezat-sous-Bauzon                                                                                      | 17 mars 1943      | 9,97            |                                                          | 44° 42′ 19″ N, 4° 13′ 16″ E |       |
| Église Notre-Dame-de-Prévenchère et ses abords        | Montpezat-sous-Bauzon                                                                                      | 16 mars 1943      | 8,76            | L'église est un monument historique classé.              | 44° 42′ 28″ N, 4° 13′ 01″ E |       |
| Vieux village                                         | Montpezat-sous-Bauzon                                                                                      | 2 mars 1943       | 0,92            |                                                          | 44° 42′ 27″ N, 4° 12′ 45″ E |       |
| Notre-Dame-d'Ay                                       | Préaux, Saint-Romain-d'Ay                                                                                  | 14 mai 1982       | 22,83           |                                                          | 45° 09′ 38″ N, 4° 39′ 51″ E |       |
| Ferme Saint-Clair et ses abords                       | Privas | 12 décembre 1945  | 0,65            |                                                          | 44° 43′ 05″ N, 4° 35′ 40″ E |       |
| Sommet de la colline du Monttoulon                    | Privas | 13 janvier 1948   | 11,28           |                                                          | 44° 43′ 59″ N, 4° 35′ 24″ E |       |
| Vieux village et ruines du château                    | Rochemaure                                                                                                 | 18 septembre 1947 | 31,81           | Le château est un monument historique classé.            | 44° 35′ 14″ N, 4° 42′ 02″ E |       |
| Village et gorges de la Beaume                        | Saint-Alban-Auriolles, Labeaume                                                                            | 8 juin 1972       | 96,79           |                                                          | 44° 26′ 54″ N, 4° 18′ 17″ E |       |
| Chapelle de Chaliac et ses abords immédiats           | Saint-Julien-en-Saint-Alban                                                                                | 8 décembre 1945   | 2,07            |                                                          | 44° 45′ 16″ N, 4° 41′ 11″ E |       |
| Hameau des Celliers                                   | Saint-Julien-en-Saint-Alban                                                                                | 20 décembre 1945  | 0,43            |                                                          | 44° 45′ 15″ N, 4° 42′ 41″ E |       |
| Village et corniche basaltique                        | Saint-Laurent-sous-Coiron                                                                                  | 8 décembre 1945   | 3,44            |                                                          | 44° 38′ 15″ N, 4° 28′ 56″ E |       |
| Ruines du château de Boulogne et leurs abords         | Saint-Michel-de-Boulogne                                                                                   | 22 août 1947      | 8,94            | Le château est un monument historique classé.            | 44° 41′ 25″ N, 4° 26′ 28″ E |       |
| Chapelle Saint-André de Mitroys                       | Saint-Montan                                                                                               | 16 décembre 1947  | 1,02            | La chapelle est un monument historique classé.           | 44° 26′ 10″ N, 4° 38′ 10″ E |       |
| Village                                               | Saint-Montan                                                                                               | 4 octobre 1967    | 33,02           |                                                          | 44° 26′ 34″ N, 4° 37′ 13″ E |       |
| Belvédère du pic de Saint-Romain-de-Lerps et chapelle | Saint-Romain-de-Lerps                                                                                      | 19 avril 1947     | 9,89            |                                                          | 44° 59′ 00″ N, 4° 47′ 54″ E |       |
| Village                                               | Saint-Thomé                                                                                                | 15 avril 1966     | 16,08           |                                                          | 44° 30′ 03″ N, 4° 37′ 36″ E |       |
| Village                                               | Saint-Vincent-de-Barrès                                                                                    | 28 juillet 1944   | 1,31            |                                                          | 44° 39′ 40″ N, 4° 42′ 31″ E |       |
| Rocher et village                                     | Sceautres                                                                                                  | 28 juillet 1944   | 16,77           |                                                          | 44° 37′ 00″ N, 4° 36′ 25″ E |       |
| Château de Thorrenc et ses abords                     | Thorrenc                                                                                                   | 25 janvier 1944   | 3,84            | Le château est un monument historique inscrit.           | 45° 14′ 12″ N, 4° 45′ 47″ E |       |
| Hameau du Grand Village                               | Ucel | 20 décembre 1945  | 9,67            |                                                          | 44° 38′ 27″ N, 4° 23′ 20″ E |       |
| Ruines du château de La Tourette                      | Vernoux-en-Vivarais                                                                                        | 19 avril 1947     | 36,9            | Le château est un monument historique inscrit.           | 44° 52′ 21″ N, 4° 39′ 13″ E |       |
| Hôtel de Roqueplane, évêché et parc                   | Viviers | 28 janvier 1946   | 22,66           | L'hôtel de Roqueplane est un monument historique classé. | 44° 28′ 58″ N, 4° 41′ 27″ E |       |
| Vieille ville et rives du Rhône                       | Viviers | 28 janvier 1946   | 4,36            |                                                          | 44° 28′ 56″ N, 4° 41′ 25″ E |       |
| Ville haute et cathédrale                             | Viviers | 28 janvier 1946   | 4,4             |                                                          | 44° 28′ 49″ N, 4° 41′ 30″ E |       |
| Village et ses abords                                 | Vogüé | 15 avril 1966     | 6,41            |                                                          | 44° 33′ 00″ N, 4° 24′ 56″ E |       |